# Mocimboa da Praia
Mocímboa da Praia es una ciudad portuaria de la provincia de Cabo Delgado, Mozambique, en la costa del océano Índico (11°21′S 40°20′E / -11.350, 40.333). Es la capital del distrito de Mocímboa da Praia. Posee puerto comercial y pesquero. Es fronteriza con Tanzania.

## Historia

### Período colonial

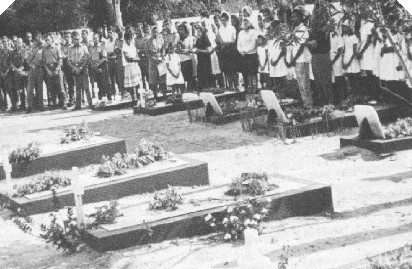
Cementerio portugués de la era colonial

La ciudad fue importante durante el período colonial por su puerto, dedicado a la exportación de recursos naturales, y por su proximidad a Tanganica.
Mocímboa da Praia recibe oficialmente el estatus de vila, el 8 de marzo de 1959

### Guerra de Independencia
Durante la guerra de independencia mozambiqueña , los portugueses establecieron una base militar en Mocímboa da Praia.

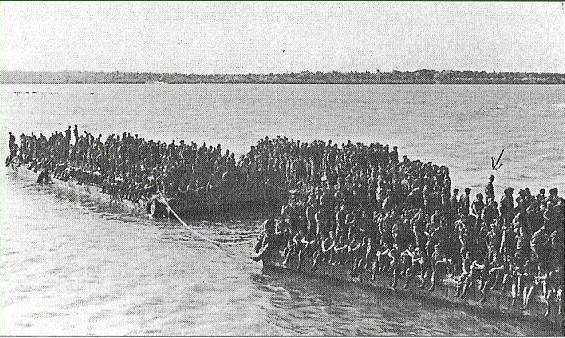
Tropas portuguesas desembarcando en Mocímboa da Praia, en 1968

### Insurgencia yihadista
En 2015 nace la organización terrorista Ansar al-Sunna ("Defensores de la Sunna") cuyos militantes se
desplazaron a Tanzania para recibir entrenamiento de yihadistas somalíes y keniatas. A su regreso, comenzaron a realizar pequeños ataques en poblaciones de Cabo Delgado. 
Sus miembros fundadores son seguidores del clérigo extremista keniata Aboud Rogo, asesinado en 2012.
La insurgencia yihadista a gran escala comienza en la ciudad cuando el 5 de octubre de 2017, medio centenar de individuos armados atacaron tres comisarías de policía en Mocimboa da Praia y lograron hacerse con numerosas armas. El 10 de octubre, la policía de Mozambique afirma tener un total de 52 sospechosos en relación con este ataque. Las autoridades revelaron las identidades de dos hombres sospechosos de ser los organizadores del ataque, aún en búsqueda: Nuro Adremane y Jafar Alawi, que recibieron instrucción teológica en Arabia Saudita, Sudán y Tanzania.
El 24 de marzo de 2020, los yihadistas logran apoderarse brevemente de Mocímboa da Praia. Allí queman las instalaciones gubernamentales (incluidas las residencias oficiales del administrador del distrito y el alcalde, la sede de la policía, los cuarteles y las residencias oficiales de las fuerzas armadas y las sucursales bancarias). A continuación levantan su bandera, pero en contraposición a otras ocasiones, no atacan a civiles (sin embargo, hay dos muertes civiles). Dos días después, el gobierno mozambiqueño reconquista la ciudad.
El 12 de agosto de 2020 volvió a caer en manos de los yihadistas, después de cinco días de enfrentamientos. El ejército de Mozambique se retiró por falta de municiones, un patrullero de la marina fue alcanzado por el lanzamiento de cohetes.
En enero de 2021 el puerto de la ciudad fue liberado del control yihadista, sin embargo, se necesitaron de 7 meses más para liberar el resto de la ciudad, conseguido el 8 de agosto de 2021 mediante una fuerza conjunta de Ruanda y Mozambique.
Actualmente sigue existiendo un peligro latente por parte de Ansar al-Sunna.

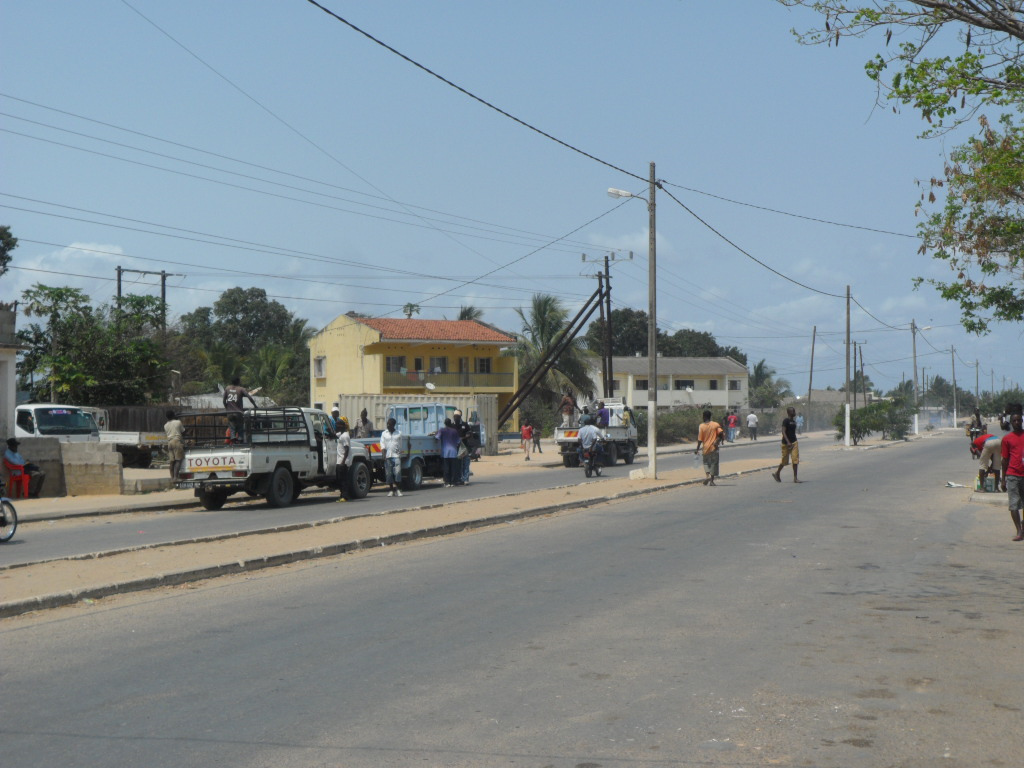
Una calle de Mocímboa da Praia, en 2013

## Población
En 2010, la población de la ciudad se estimó en 30.950, entre ellos, muchos hablantes del suajili.
La mayoría de los habitantes son musulmanes.

## Economía
La economía de Mocímboa da Praia se basa principalmente en la pesca y la tala.
También se intentó desarrollar el turismo, pero la inestabilidad en la región no lo ha permitido.

## Transporte
La ciudad está atravesada por la carretera N380, una carretera internacional que conecta Mozambique y Tanzania. También es la única carretera asfaltada entre Pemba y Palma.
Mocímboa da Praia cuenta con un aeropuerto (el aeropuerto de Mocímboa da Praia) con una pista de 2000 metros de largo y 45 metros de ancho, destinada a dar cabida a un Boeing 737.